# Neoxyphinus boibumba
Espèce
Neoxyphinus boibumba est une espèce d'araignées aranéomorphes de la famille des Oonopidae.

## Distribution
Cette espèce est endémique du Sud de l'État du Pará au Brésil,. Elle se rencontre à Novo Progresso dans la Serra do Cachimbo.

## Description
Le mâle holotype mesure 1,88 mm.

## Publication originale
- Abrahim, Brescovit, Rheims, Santos, Ott, Bonaldo, 2012 : A Revision of the Neotropical Goblin Spider Genus Neoxyphinus Birabén, 1953 (Araneae, Oonopidae). American Museum novitates, no 3743, p. 1-75 (texte intégral).